# Вызовите акушерку
«Вы́зовите акуше́рку» (англ. Call the Midwife, в русском переводе существует вариант «Зовите повитуху») — драматический сериал телеканала BBC One, созданный Хайди Томас, о группе медсестёр-акушерок, работающих в доме Ноннатоса (Нонната), Ист-Энд Лондона в 1950—1960-х годах. В сериале снимаются Джессика Рэйн, Пэм Феррис, Миранда Харт, Дженни Эгаттер, Джуди Парфитт, Хелен Джордж, Лора Мейн, Стивен Макганн, Клифф Паризи и Ханна Брайони. Ванесса Редгрейв читает закадровый текст, который представляет сериал, как воспоминания пожилой Дженни Ли — акушерки дома Нонатуса. Сюжет первоначально был основан на мемуарах Дженифер Уорт, но затем его значительно расширили, включив новые исторически подтверждённые материалы.
Первый эпизод из 6 серий первого сезона был показан 15 января 2012 года. После выпуска второго эпизода BBC заявило о продлении сериала. Сериал производится компанией Neal Street Productions. «Вызовите акушерку» получил хорошие отзывы критиков и высокие рейтинги с первых серий, став наиболее успешным драматическим сериалом на BBC One с 2001 года.

## История создания
Книга «Вызовите акушерку», написанная Дженифер Уорт, была впервые опубликована небольшим издательством в 2002 году, пять лет спустя её прочитал радиоведущий Мэтью Пэррис, и после этого Дженнифер Уорт предложили переопубликовать книгу в Orion Publishing Group. В 2005 году вышло продолжение «Тени из работного дома» (Shadows of the Workhouse, переиздана в 2008), а через 4 года — «Прощание с Ист-Эндом» (Farewell to the East End). На данный момент продано более миллиона экземпляров трилогии только в Великобритании.
Создателей сериала консультировала автор экранизируемого романа Дженнифер Уорт, однако за два месяца до начала съёмок ей диагностировали рак пищевода, который распространился на кости, и 31 мая 2011 года она скончалась. Актрису на роль Чамми подобрала сама Дженнифер. Писательница объяснила продюсеру, что она увидела Миранду Харт в ситкоме и считает, что она неплохо справится, и продюсер Пиппа Харрис решила отправить сценарий Миранде. Много материалов было собрано с помощью поклонников сериала. После 1 сезона множество медсестёр, акушерок, особенно акушерок на пенсии, предложили свои воспоминания в качестве источников.

## Сюжет
Сериал начинается с поступления акушерки Дженни Ли на новую работу в дом Ноннатоса (Нонната), где оказывают медицинскую помощь профессиональные акушерки и монахини, имеющие медицинские навыки. Дом расположен в округе Поплар, Ист-Энда в Лондоне, в 1950-х годах очень бедный район. В месяц в районе рождается более 80 детей, и работа акушерок Нонатуса помогать матерям при родах и с их новорожденными.
Последующие сезоны рассказывают о жизни жильцов и пациентов дома Ноннатуса.

## Персонажи
- Медсестра Дженни Ли (Джессика Рэйн) прибывает в дом Ноннатоса в 1957 году. Ей 22 года. Около года встречалась с Аликом Джесмондом, была потрясена его смертью. Уходит из дома Ноннатуса в конце 3 сезона, чтобы ухаживать за умирающими людьми.
- Сестра Джулианна (Дженни Эгаттер) — наиболее опытная акушерка и главная монахиня в доме Ноннатоса. Является авторитетом для своего окружения, многие приходят поделиться с ней своими переживаниями.
- Сестра Евангелина (Пэм Феррис) — одна из монахинь дома, энергичная и грубоватая, она эффективно справляется с вопросами бедного населения района. Умирает в конце 5 сезона, предположительно от повторного инсульта.
- Беатрикс «Трикси» Франклин (Хелен Джордж) — яркая весёлая акушерка. В 3 сезоне согласилась выйти за священника Тома Хереварда, но впоследствии отказалась. Были проблемы с алкоголем, как и у её отца. В 7 сезоне, после тяжелого расставания со стоматологом Кристофером, уехала к родственникам в Италию. Вернулась в 8 сезоне.
- Синтия Миллер (Ханна Брайони), позднее сестра Мария Синтия — одна из акушерок дома Ноннатоса. Сильно сопереживает своим пациентам и заботится о них. В 4 сезоне становится монахиней. Из-за депрессивного состояния уехала в больницу, где помогают людям с посттравматическими расстройствами.
- Сестра Бернадетт (Лора Мейн), позднее Шейла (Шила) Тёрнер — на начало сериала, наиболее молодая из монахинь и наиболее образованная из них. Была больна туберкулезом, лечилась в санатории. Она решает оставить монашество и вернуться в мирскую жизнь. Выходит замуж за доктора Тёрнера. Помогает доктору Тёрнеру в клинике и по необходимости в доме Ноннатуса. В 8 сезоне удочерили девочку из Гонконга. В семье четверо детей.
- Камилла «Чамми» Браун (Миранда Харт), позднее Камилла «Чамми» Ноукс — одна из акушерок дома Ноннатуса. С 5 сезона не появляется.
- Сестра Моника Джоан (Джуди Парфитт) — пожилая монахиня. Почти с самого начала повествования страдает психическим заболеванием. Но это не мешает ей быть чуткой, отзывчивой, с чувством юмора.
- Доктор Тёрнер (Стивен Макганн) — местный врач Поплара. Работает и в доме Ноннатуса, и в госпитале. Женат на Шейле. Отец 4 детей.
- Фредерик «Фред» Бакл (Клифф Паризи) — разнорабочий в доме Ноннатоса. Дружит с сёстрами и акушерками, часто помогает им советом. Впоследствии женился на местной галантерейщице. Через некоторое время Баклы взяли под опеку Реджи - осиротвешего парня с синдромом Дауна.
- Филлис Крейн (Линда Бассетт) — изначально пришла на замену, взрослая и опытная медсестра и акушерка. Старая дева, не имеет детей.
- Петси Маунт (Эмиральд Феннел) — бывшая операционная медсестра из мужской хирургии. С 7 сезона в сериале больше не упоминается.
- Барбара Херевард (Шарлотта Ричи) — акушерка, в девичестве Гилберт. Дочка священника-миссионера. Заболела менингитом, умерла в больнице от сепсиса.
- Тимоти Тёрнер (Макс Макмиллан) — сын доктора Тёрнера от первого брака. Мечтает пойти по стопам отца и стать врачом.
- Томас Херевард (Джек Эштон) — священник. После смерти жены уехал в Новую Гвинею.
- Сестра Уинтфред (Виктория Йетс) — монахиня, медсестра и акушерка. Поначалу тяжело давалось акушерство, но при поддержке жителей дома Ноннатоса ей удалось адаптироваться. Вдохновившись примером Филлис Крейн, долго пыталась получить водительские права. С 8 сезона перебралась в монастырь, чтобы ухаживать за приютскими детьми.
- Вайлет Бакл (Аннабелл Эпсион) — галантерейщица. Вышла замуж за Фреда Бакла.
- Питер Ноукс (Бен Каплан) — полицейский, женился на Чамми. С 7 сезона не появляется.
- Валери Дайер (Дженнифер Кирби) — акушерка, военная медсестра.
- Люси Андерсон (Леони Эллиотт) — акушерка. Родом с Ямайки, первая чёрная акушерка в доме Ноннатоса.
- Делия Басби (Кейт Тули Ламб) — медсестра, подруга и девушка Петси. С 7 сезона не упоминается.
- Мисс Хиггинс (Джорджи Глен) — с 8 сезона секретарь доктора Тёрнера. Пожилая и строгая дама.
- Сестра Фрэнсис (Элла Брукколери) - молодая новопосвященная монахиня, акушерка. Появляется в 8 сезоне вместо сестры Уинтфред.
- Сестра Хильда (Фенелла Вулгар) - монахиня, приехавшая работать в дом Ноннатоса из монастыря. В период Второй мировой войны служила в армии. Появляется вместе с сестрой Фрэнсис в 8 сезоне.
- Сержант Вульф (Тревор Купер) -  местный сержант полиции, появлется вместо сержанта Ноукса. Пожилой полицейский, у которого регулярно возникают столкновения с Филлис Крейн.

## Эпизоды
| Сезон                 | Эпизоды | Оригинальная дата показа | Оригинальная дата показа | Среднее количество зрителей (Великобритания), миллионы |
| Сезон                 | Эпизоды | Премьера сезона          | Финал сезона             | Среднее количество зрителей (Великобритания), миллионы |
| --------------------- | ------- | ------------------------ | ------------------------ | ------------------------------------------------------ |
| 1                     | 6       | 15 января 2012           | 19 февраля 2012          | 10,61                                                  |
| Рождественский эпизод | 1       | 25 декабря 2012          | 25 декабря 2012          | 10,18                                                  |
| 2                     | 8       | 20 января 2013           | 10 марта 2013            | 10,47                                                  |
| Рождественский эпизод | 1       | 25 декабря 2013          | 25 декабря 2013          | 9,16                                                   |
| 3                     | 8       | 19 января 2014           | 9 марта 2014             | 10,54                                                  |
| Рождественский эпизод | 1       | 25 декабря 2014          | 25 декабря 2014          | 9,69                                                   |
| 4                     | 8       | 18 января 2015           | 8 марта 2015             | 10,82                                                  |
| Рождественский эпизод | 1       | 25 декабря 2015          | 25 декабря 2015          | 10,13                                                  |
| 5                     | 8       | 15 января 2016           | 6 марта 2016             | 10,54                                                  |
| Рождественский эпизод | 1       | 25 декабря 2016          | 25 декабря 2016          | 9,21                                                   |
| 6                     | 8       | 22 января 2017           | 12 марта 2017            | 10,33                                                  |
| Рождественский эпизод | 1       | 25 декабря 2017          | 25 декабря 2017          | 9,57                                                   |
| 7                     | 8       | 21 января 2018           | 11 марта 2018            | 9,26                                                   |
| Рождественский эпизод | 1       | 25 декабря 2018          | 25 декабря 2018          | 8,94                                                   |
| 8                     | 8       | 13 января 2019           | 3 марта 2019             | 9,04                                                   |
| Рождественский эпизод | 1       | 25 декабря 2019          | 25 декабря 2019          | 8,69                                                   |
| 9                     | 8       | 5 января 2020            | 23 февраля 2020          | 9,04                                                   |

## Отзывы в прессе и критика
На Rotten Tomatoes рейтинг 1 сезона сериала составляет 95 % (основан на 20 рецензиях), со средним рейтингом в 8/10. Критики положительно оценивают сериал как острую социальную драму о жизнях женщин в послевоенный период до появления противозачаточных таблеток. Кэйтлин Моран из The Times назвала «Вызовите акушерку» наиболее радикальным произведением марксистско-феминистической диалектики из существовавших на телевидении. Сериал также удостоился положительных рецензий в The Wall Street Journal и The Washigton Post.
Некоторые эпизоды вызвали дебаты. Сцена нелегального аборта шокировала многих зрителей и привела к спорам об уместности таких сцен и манеры их режиссирования. Директор связей с общественностью Ассоциации Планирования Семьи прокомментировала: «Незаконный аборт шокирует и расстраивает, но это та реальность, которая существовала для женщин Великобритании до легализации абортов в 1967 году. Ассоциация планирования семьи начала открывать „контрацепционные“ клиники в 30-х годах, и ситуации, подобные происходящей в серии, известны и задокументированы».

## Награды и номинации
| Год  | Награда                                                         | Категория                                                                            | Номинант               | Результат |
| ---- | --------------------------------------------------------------- | ------------------------------------------------------------------------------------ | ---------------------- | --------- |
| 2012 | Награда Британской Академии Телевидения за мастерство           | Лучший дизайн костюмов                                                               | Эми Робертс            | Номинация |
| 2012 | Награда Британской Академии за достижения в области телевидения | Лучшая актриса второго плана                                                         | Миранда Харт           | Номинация |
| 2012 | Приз Авроры                                                     | Лучший эпизод телевизионного сериала                                                 | Вызовите акушерку      | Номинация |
| 2012 | Приз Авроры                                                     | TV Fiction                                                                           | Вызовите акушерку      | Номинация |
| 2012 | Награда TV выбор, Великобритания                                | Лучшая актриса                                                                       | Миранда Харт           | Победа    |
| 2012 | Награда TV выбор, Великобритания                                | Лучшая новая драма                                                                   | Вызовите акушерку      | Победа    |
| 2013 | Национальная телевизионная награда                              | Драматическая роль: женская                                                          | Миранда Харт           | Победа    |
| 2013 | Награда клуба ТВ и Радио индустрии                              | Драматическая программа года                                                         | Вызовите акушерку      | Победа    |
| 2013 | Королевское телевизионное сообщество                            | Лучший драматический сериал                                                          | Вызовите акушерку      | Номинация |
| 2013 | Награда Кристофера                                              | Приз ТВ и кабельного телевидения                                                     | Вызовите акушерку      | Победа    |
| 2013 | Награда Британской Академии за достижения в области телевидения | Режиссёр (Fiction)                                                                   | Филиппа Лоуторп        | Победа    |
| 2013 | Награда Британской Академии за достижения в области телевидения | Грим и дизайн причёсок                                                               | Кристин Волмесли-Котэм | Победа    |
| 2013 | Награда Британской Академии Телевидения за мастерство           | Выбор зрителя                                                                        | Вызовите акушерку      | Номинация |
| 2013 | Награда TV выбора, Великобритания                               | Лучшая актриса                                                                       | Миранда Харт           | Победа    |
| 2013 | Награда TV выбора, Великобритания                               | Лучший драматический сериал                                                          | Вызовите акушерку      | Номинация |
| 2014 | Награда национального телевидения                               | Драматическая роль: женская                                                          | Миранда Харт           | Номинация |
| 2014 | Награда национального телевидения                               | Лучшая драма                                                                         | Вызовите акушерку      | Номинация |
| 2014 | Спутник                                                         | Лучшая актриса второго плана в сериале, мини-сериале или мультфильме для телевидения | Джуди Парфитт          | Номинация |
| 2014 | Награда клуба ТВ и Радио индустрии                              | Драматическая программа года                                                         | Вызовите акушерку      | Номинация |